# Cyrtanthus eucallus
Cyrtanthus eucallus är en amaryllisväxtart som beskrevs av Robert Allen Dyer. Cyrtanthus eucallus ingår i släktet Cyrtanthus, och familjen amaryllisväxter.
Artens utbredningsområde är Mpumalanga. Inga underarter finns listade i Catalogue of Life.